# Szövetség-Aliancia
Szövetség-Aliancia is een Slowaakse politieke partij die in 2021 is opgericht als fusiepartij van de partijen Most-Híd en Partij van de Hongaarse Gemeenschap (SMK-MKP). Beide partijen waren vertegenwoordigers van de Hongaarse minderheid in Slowakije en in het verleden in het Slowaaks parlement en het Europees Parlement vertegenwoordigd.
De volledige naam van de partij luidt Alliantie - Hongaren. Nationaliteiten. Regio's. (Hongaars: Szövetség – Magyarok. Nemzetiségek. Regiók., Slowaaks: Aliancia – Maďari. Národnosti. Regióny.).

## Geschiedenis
Tijdens de Slowaakse parlementsverkiezingen van 2010 verloor SMK-MKP al haar zetels in het nationale parlement en in 2019 ook haar laatste zetel in het Europees Parlement. Most-Híd ontstond in 2009 als een afsplitsing van SMK-MKP en was tot de verkiezingen voor het Slowaaks parlement in 2020 vertegenwoordigd in de nationale politiek.
Bij de Slowaakse parlementsverkiezingen van 2020 deden beide partijen nog een gooi naar zetels, maar zowel SMK-MKP als Most-Híd haalden de kiesdrempel niet. Dit was reden om aan te sturen op een fusie, zodat de Hongaren in de toekomst weer een kans maken op parlementaire zetels. De Hongaren maken 10% uit van de bevolking van Slowakije (circa 450.000 personen) en leven vooral in een brede strook langs de Donau en de landsgrens met Hongarije.
In 2022 deed de partij voor het eerst mee aan de gemeenteraadsverkiezingen en in 2023 ook aan de nationale parlementsverkiezingen. Bij laatstgenoemde verkiezingen werden niet genoeg stemmen behaald voor een zetel in de Nationale Raad.